# Mumasy
Mumasy (Multimediales Maschineninformationssystem) ist ein herstellerunabhängiges Informationsmodell für den Maschinenbau. Es dient dem Datenaustausch zwischen Zulieferern, Hersteller und Kunden bzw. den verschiedenen Phasen des Produktlebenszyklus.
Geschaffen wurde es als Verbundprojekt des deutschen Maschinen- und Anlagenbaus.

## Philosophie von mumasy
Ziel ist es, über den gesamten Produktlebenszyklus hinweg, Informationen aller Art über eine Maschine zu erfassen und diese den Informationsnutzern für ihren ganz individuellen Zweck zur Verfügung zu stellen. Informationsnutzer betrachten eine Maschine aus unterschiedlichen Perspektiven. Je nachdem wie die vermittelte Information gedanklich umgesetzt wird, entstehen Sichtweisen. Führt die Umsetzung der Informationen zum Handeln, spricht man von einer handlungsorientierten Sichtweise. Führt die Umsetzung der Informationen zum Verstehen eines Funktionsablaufs, spricht man von der funktionalen Sichtweise. Beschreiben die Informationen die geometrische Struktur einer Maschine, spricht man von der baulichen Sichtweise. Zusätzlich können die Informationen aus der Dokumentensicht (z. B. Betriebsanleitung) betrachtet werden. Das Mumasy-Informationsmodell repräsentiert Strukturen für jede der vier Sichtweisen und ermöglicht eine umfassende Darstellung der Maschine für die Nutzer.
- Die Aufbaustruktur repräsentiert Informationen zu Bauteilen der Maschine.
- Die Funktionsstruktur repräsentiert die funktionale Produktstruktur einer Maschine.
- Die Handlungsstruktur repräsentiert Handlungen und Maßnahmen im Umgang mit einer Maschine.
- Die Dokumentstruktur repräsentiert Inhalt und Zusammensetzung der technischen Dokumentation.

Das Mumasy-Informationsmodell verbindet diese Strukturen. Denn Funktionen sind in der Regel nur möglich, wenn Bauteile in definierter Art und Weise eine Wirkung erzeugen oder wenn Handlungen und Maßnahmen ausgeführt werden. Zur Informationsvermittlung ist eine technische Dokumentation erforderlich, welche den Aufbau beschreibt, die Funktionen erklärt und zu Maßnahmen und Handlungen auffordert.
Das Mumasy-Informationsmodell stellt für diesen Zweck die systematische Grundlage dar. Aufbauend darauf müssen Informationsprozesse entwickelt werden. Werkzeuge wie Redaktionssysteme unterstützen die Prozesse technisch. Dadurch ist ein unternehmensweites Informationsmanagement möglich.